# Cannabinoidreceptorer
Cannabinoidreceptor är G-proteinkopplade receptorer som tar emot och svarar på cannabinoider genom att skicka signaler till cellkärnan. Cannabinoiden hittar receptorerna via blodomloppet.
Fram till 1988 var det fortfarande oklart huruvida cannabinoider framkallar sin effekt genom att påverka cellmembranen, liksom alkohol, eller genom att binda till en speciell sorts receptor. 1988 var året då man upptäckte cannabinoidreceptorn, och problemet var löst. De är vanliga i djur då man har funnit dem i däggdjur, fåglar, fiskar och reptiler. Man känner till två olika sorters cannabinoidreceptorer: CB1 och CB2.
Receptorer av typen CB1 hittar man främst i hjärnan, närmare bestämt på neuroner (nervceller) som ligger i det limbiska systemet (känslor, minneshantering) och i två delar som är av betydelse för rörelser; substantia nigra samt lillhjärnan. Man finner dem även i såväl manliga som kvinnliga fortplantningsystem. Receptorer av typen CB1 är i princip frånvarande i förlängda märgen (medulla oblongata), den del av hjärnan som ansvarar för de respiratoriska och kardiovaskulära funktionerna. Därför finns heller ingen risk för att respiratoriska eller hjärt- och kärlsystemet ska fallera, vilket det finns med många andra droger. CB1-receptorer verkar vara ansvariga för cannabisplantans euforiska och antikonvulsiva effekter.
CB2-receptorer finner man enbart i immunsystemet, med störst koncentrationer i mjälten. Denna typ av cannabinoidreceptor verkar vara ansvarig för cannabisplantans antiinflammatoriska effekter, möjligen även andra terapeutiska effekter.
Proteinsekvenserna i dessa två receptortyper är lika till ungefär 45 %. Små variationer i varje receptortyp har identifierats. Det finns vissa indikationer på att även andra receptortyper existerar, men inga har bekräftats. Cannabinoider binder reversibelt och stereoselektivt till cannabinoidreceptorerna. Cannabinoider som binder mer selektivt till vissa receptorer är att föredra för medicinskt bruk.
Cannabinoider är generellt sett cannabinoidreceptoragonister, vilket betyder att de dockar med en cannabiniodreceptor och aktiverar den. Det har även forskats kring kemiska föreningar som förhindrar aktiveringen av receptorn. Sådana receptorantagonister har medicinsk potential.